# Leopold Kober
Leopold Kober, född 21 september 1883, död 6 september 1970, var en österrikisk geolog.
Kober blev professor vid universitetet i Wien 1918, och arbetade huvudsakligen inom den tektoniska geologins område, där han utgav sammanfattningar över jordens byggnad med dess vecknings- och svaghetszoner och de stelnade gamla resistensgebieten. Bland Kobers arbeten märks Bau und Entstehung der Alpen (1923) och Der Bau der Erde (2:a upplagan 1928).